# Tous ensemble
Pour les articles homonymes, voir Tous ensemble (homonymie).
 (janvier 2014).
Si vous disposez d'ouvrages ou d'articles de référence ou si vous connaissez des sites web de qualité traitant du thème abordé ici, merci de compléter l'article en donnant les références utiles à sa vérifiabilité et en les liant à la section « Notes et références ».
Tous ensemble est une émission de télévision française créée en 2009 et diffusée tous les samedis à 17 h 50 sur TF1 du 3 octobre 2009 au 20 juin 2015. Elle est présentée par Marc-Emmanuel Dufour et produite par La Concepteria, société de production de Julien Courbet. L'émission est transférée, le temps d'une émission, sur NRJ 12 en 2017, rebaptisée Tous pour un et présentée par Alexandra Holzhammer, Valérie Aparicio et Laura Olivier.

## Principe
Dans ce magazine hebdomadaire, une action de solidarité envers une famille dans le besoin ou pour aider des personnes à réaliser des projets, par exemple pour une commune, est réalisée. Le présentateur joue le rôle du coach et fait le "collecteur de fonds" pour mener à bien son projet de solidarité. Elle est aussi inspirée de l'émission américaine Les Maçons du cœur.
C'est une reprise de la rubrique « Tous pour un » de l'émission Service Maximum de Julien Courbet diffusée sur France 2 du 1er septembre 2008 au 6 février 2009 où Marc-Emmanuel Dufour était chroniqueur.
L'émission est rediffusée sur Chérie 25 depuis le 22 août 2016 sous le nom de Tous pour un.
L'émission revient le 1er janvier 2017 sous le nom de Tous pour un, le prime sur NRJ 12 animée par trois présentatrices Alexandra Holzhammer, Valérie Aparicio et Laura Olivier.

### La200e
La 200e émission de Tous ensemble a été diffusée le 4 avril 2015 sur TF1. Le chantier vient en aide à un couple avec 2 enfants à San Nicolao à quelques kilomètres de Bastia, en Corse. Pour ce 200e chantier Jean-Marc Généreux et l'équipe de Danse avec les stars étaient présents tout le long du chantier.
Cette émission s'est placée en tête des audiences avec 1,6 million de téléspectateurs et 15,1 % de part d'audience

## Audiences
Le 12 octobre 2013, l'émission a atteint son record d'audience depuis la rentrée avec 2.7 millions de téléspectateurs soit 22 % de PDA et 29 % de PDA sur les femmes de moins de 50 ans.
Les émissions rediffusés sur Chérie 25 sous le nom de Tous pour Un, sont un succès en audience par rapport à la moyenne habituelle de la chaîne

## Controverses
Le 20 janvier 2010, lors de la préparation d'un épisode à La Roche-Mabile dans l'Orne en vue d'aider un couple ne parvenant pas à achever la construction de sa maison, le tournage est interrompu  pour des « raisons économiques ». En effet, la famille aurait refusé de payer les 2 600 euros demandés par l'émission. Selon l'équipe de production, le chantier a été interrompu, laissant en plan les artisans et traiteurs contactés. Le désarroi du couple fait la une du quotidien Ouest-France.
En novembre 2010, l'émission est également mise en cause par Sud Ouest pour des travaux bâclés dans une maison des Landes (à Banos), afin de tenir les temps de tournage, et un engagement auprès d'un restaurateur non honoré par la production.
La production a répondu à certaines de ces polémiques, en accusant l'une des familles d'avoir saboté les travaux et en déclarant : « les raisons qui l'ont poussée à se plaindre auprès de la presse locale m'échappent... On leur a donné une habitation décente, on a mobilisé de nombreux bénévoles ».